# La Loi de mon pays
La Loi de mon pays est un téléfilm français réalisé par Dominique Ladoge et diffusé pour la première fois le 3 juillet 2012 sur France 3.
Il a été récompensé au Festival de la fiction TV de la Rochelle 2010 par le prix du meilleur espoir masculin décerné conjointement aux trois acteurs principaux.

## Synopsis
Oran (Algérie). 1940. L’exceptionnelle amitié entre trois adolescents – un juif, un arabe, un chrétien – qui partagent la même passion du football, est soudain remise en question lorsque les lois vichystes abolissent le Décret Crémieux, font perdre à l’adolescent juif sa citoyenneté française et le contraignent à renoncer à poursuivre ses études de médecine.
Et voilà que Benjamin perd ce que n’a jamais réussi à obtenir Kateb : la nationalité française ! Et voilà qu’Antoine s’en fiche, pour lui être français n’a jamais posé de problème ! et voilà que Kateb rappelle à Benjamin qu’il a bien tort de se sentir blessé, à quoi bon être français ? Et voilà qu’une question apparemment abstraite prend dans l’histoire de ces trois-là une résonance terriblement concrète.

## Fiche technique
- Réalisation : Dominique Ladoge
- Scénario : Serge Lascar
- Photographie : Etienne Fauduet
- Musique : Nicolas Jorelle
- Pays :  France
- Durée : 100 minutes

## Distribution
- Alexandre Hamidi : Antoine
- Noam Morgensztern : Benjamin
- Azdine Keloua : Kateb
- Charlotte de Turckheim : Estelle Seban
- Marthe Villalonga : Mémé Sema
- Gilles Gaston-Dreyfus : Maurice Seban
- Jean-Pierre Becker : Émile Seban
- Bernard Blancan : Lucien Grammatico
- Isabelle Leprince : Carmen Grammatico
- Patrick Fierry : le gouverneur
- Sophie de Fürst : Catherine
- Jade Pradin : Evelyne Seban
- Marvin Smith : Mohamed
- Anne Duverneuil : Marie Grammatico
- Habiiba El Azrak : Fatima

## Récompense
- Festival de la fiction TV de La Rochelle 2010 : Prix jeune espoir masculin pour Alexandre Hamidi, Noam Morgensztern, Azdine Keloua[1].